# Eduardo Bergara Leumann
Eduardo Gustavo Bergara Leumann, conocido también simplemente como Bergara Leumann (Buenos Aires, 5 de septiembre de 1932 - Ibídem, 5 de septiembre de 2008), fue un conductor de televisión, vestuarista, actor y artista plástico argentino, considerado como una de las figuras pioneras del café concert en su país. Además fue creador del famoso espacio artístico conocido como "La Botica del Ángel".

## Biografía

### Comienzos
Iniciado en los años 1950 en teatro como director y actor de la obra Pregón Federal, comenzó a ser vestuarista de varias películas como La Cueva de Alí Babá y Ensayo Final. En 1956 en el marco de la política de 'saneamiento moral 'durante la dictadura de Pedro Eugenio Aramburu sería arrestado junto a todo el elenco por la policía quienes clausuraron el teatro mientras  cuando se preparaban para salir al escenario por cargos de " indecencia", el teatro permanecería clausurado durante dos meses, si bien seguiría siendo molestado por la censura durante la dictadura de Aramburu, su creciente fama le otorgo protección contra un nuevo arresto.
En 1958 integró la compañía de Mecha Ortiz en la obra La Hechicera de Corinto, en el Teatro Sarmiento, también actuó en Don Juan Tenorio (con María Vaner y José María Vilches) y Buenas noches, Carina (con Ana María Campoy y José Cibrián), donde fue vestuarista y actor.

### Cine
En cine trabajó asiduamente durante los años 1960 y 1970. En Europa participó en El Animal (con Jean Paul Belmondo y Raquel Welch), y en ese continente trabajó con figuras como Louis de Funès, Shelley Winters, Monica Vitti y Fernando Rey. Integró los elencos de los films Casanova, de Federico Fellini, Calígula, de Tinto Brass y Contrastes, de Andy Warhol. Muchas veces aparecía en los créditos finales con el seudónimo de Edouard Bergara.

### Televisión
Incursionó en la televisión desde principios de los años 1960 en ciclos como ¿Es usted el asesino?, Arsenio Lupin, Gran Hotel Carrousell, con Violeta Rivas, y realizó sus últimas actuaciones en los años noventa en el programa de Tato Bores Tato en la vereda del Sol, con Jorge Sassi y Roberto Carnaghi.
En los años 1980 protagonizó un programa televisivo llamado Botica de Tango con un gran éxito y muy alta audiencia. Por ese programa emitido por Canal 11 (hoy Telefe), pasaron figuras de la cultura nacional tales como Jorge Luis Borges, Ernesto Sabato, Libertad Lamarque, Sebastián Piana, Enrique Cadícamo, y formaron parte del elenco estable los cantantes Raúl Lavié, Roberto Goyeneche, Amelita Baltar, Alberto Castillo, María Graña, Beba Bidart, Alba Solís, Monica Cristian, Ricardo Chiqui Pereyra, Guillermo Fernández, Rosanna Falasca y Jorge Sobral, entre otros.
La orquesta estable estaba dirigida por Mario Marzán y entre sus músicos contaba con maestros como Roberto Grela, Raúl Luzzi, Carlos Marzán, Ferruccio Marzán y Osvaldo Rizzo. El programa estuvo en el aire hasta fines de los años 1980.

### Muerte
En marzo de 2008, Bergara Leumann fue internado en un centro de la Fundación Favaloro en la Ciudad de Buenos Aires, debido a un derrame estomacal que había sufrido. Fue dado de alta pero su salud era débil; sufría de diabetes, problemas cardíacos, artrosis y debía trasladarse en silla de ruedas.
El artista falleció seis meses más tarde en su casona de Monserrat "La Botica del Ángel" el mismo día de su cumpleaños número 76, el 5 de septiembre. La noche del día anterior, sus amigos más cercanos aguardaron que el reloj marcara la medianoche y lo sorprendieron con una torta y el canto del Happy Birthday. “El Gordo” apagó la simbólica velita, agradeció feliz a sus seres queridos, y se fue a dormir. A las 6 de la mañana, su asistente personal José Luis Larrauri le llevó un medicamento y comprobó que había fallecido.

## La Botica del Ángel
Uno de los personajes más destacados de los años 1960 y 1970, Bergara Leumann fue uno de los impulsores en la revalorización del barrio con la creación de la mítica "La Botica del Ángel", en la calle Lima 670, un reducto artístico que dio cabida a las más variadas expresiones artísticas. En su recinto teatral comenzaron grandes figuras del espectáculo argentino Pepe Cibrian Campoy, Susana Rinaldi, Nacha Guevara, Horacio Molina, Andrés Percivale, Valeria Lynch, El Cuarteto Zupay, Marilina Ross y otros), aparecieron figuras del tango y folclore como Tania y Libertad Lamarque, así como leyendas del cine de la época de oro como Mecha Ortiz; también dándose cita intelectuales y humoristas como Ernesto Sabato, Emilio Stevanovich, Geno Díaz, Gila, Niní Marshall y el grupo del Instituto Di Tella.
Posteriormente, La Botica se mudó al más amplio Templo del Ángel, un edificio situado en la calle Luis Sáenz Peña 541 en la Ciudad de Buenos Aires. En este edificio, Bergara Leumann hizo colocar un cartel que dice «Botica del Ángel», y allí había escenarios teatrales, patios de tango, galerías de arte, cafés concert y terrazas celestiales, donde debutaron artistas como Leonardo Favio, Susana Rinaldi y Haydée Padilla. En esos pasillos también se hallaban un cheque firmado por Carlos Gardel, una carta de Alfonsina Storni, cuadros de Marta Peluffo, Guillermo Roux, Mariette Lydis, Quinquela Martín, Vicente Forte y Edgardo Giménez, vestidos de grandes figuras como Zully Moreno, Tania, Tita Merello y recuerdos de Victoria Ocampo, Eva Perón, Petrona C. de Gandulfo, Tato Bores, entre otros.
En 1991 Bergara Leumann recibió un Premio Konex por su trabajo en La Botica: el Diploma al Mérito en la disciplina Unipersonal.

## Filmografía

### Actor
- 1955: Ensayo final.
- 1955: La simuladora.
- 1959: El negoción.
- 1962: Delito.
- 1964: Primero yo.
- 1966: Las locas del conventillo.
- 1967: Cómo seducir a una mujer.
- 1968: Che, ovni.
- 1970: El extraño del pelo largo.
- 1971: Juguemos en el mundo.
- 1972: Olga, la hija de aquella princesa rusa.
- 1976: L'aile ou la cuisse.
- 1977: Animal
- 1978: The Last Romantic Lover
- 1979: Calígula.
- 1987: El hombre de la deuda externa.

### En vestuario
- 1954: La cueva de Alí Babá.
- 1957: La sombra de Safo.
- 1961: Libertad bajo palabra.
- 1962: Hombre de la esquina rosada.
- 1965: Viaje de una noche de verano.
- 1966: Las locas del conventillo (María y la otra).

### Escenografía
- 1959: El negoción.[6]